# Genovai Köztársaság
A Genovai Köztársaság (olaszul: Repubblica di Genova, ligur nyelven: Repùbrica de Zena) független állam volt a 11. századtól 1797-ig Itália északnyugati részén, Liguriában. Állami függetlenségét 1797-ben veszítette el, amikor Napoléon Bonaparte tábornok francia forradalmi csapatai szállták meg. Ezután néhány éven át Ligur Köztársaság néven francia csatlós államként (hivatalosan Franciaország „testvérköztársaságaként”) létezett. 1805-ben a Francia Császársághoz csatolták. I. Napóleon császár 1814-es bukását követően ugyan rövid időre helyreállították a köztársaságot, a bécsi kongresszus döntése értelmében azonban 1815-ben ismét elveszítette önállóságát, ezúttal a Szárd–Piemonti Királysághoz csatolták, amelynek részeként 1861-ben az egyesült Olasz Királyságba olvadt.

## Alapítása
A köztársaság a 11. században jött létre, amikor Genova függetlenné vált a régi Itáliai királyságtól. Az évszázadok során Genova fontos kereskedővárossá alakult, Velencéhez hasonlóan. Már a keresztes háborúk idején elkezdett terjeszkedni. A köztársaság hajókat adományozott a hadjáratokhoz és ezáltal földterületekhez, és előnyös szerződésekhez jutott a Közel-Keleten. A 12. században szabad kommunaként a Lombard Liga tagja volt. A 13. században a Genovai Köztársaság szövetségre lépett a bizánci Nikaiai Császársággal, akiknek Genova segített visszaszerezni Konstantinápolyt 1261-ben. A szövetség kibővítette a genovai kereskedelmet az egész császárságra, valamint az Égei-tengeren számos szigethez és területhez jutott (elsősorban Kiosz szigetéhez, mely egészen 1566-ig birtokában maradt). Még ebben az évszázadban a köztársaság fontos kereskedelmi területeket szerzett a Fekete-tenger mentén is, főleg a Krím-félszigeten. A Földközi-tenger nyugati részén Genova első számú ellensége Pisa városállama volt, melyet az 1284-es meloriai tengeri csatában legyőzött, elhódítva ezzel Korzika szigetét. Később Szardínia szigetének északnyugati részét is megszerezte, ahol genovai családok kaptak földterületeket. Az Anjouk és Aragónia Szicília irányítása fölötti harcában a győztes aragóniaiakat támogatták, és ezzel szerephez jutottak a szicíliai gazdaságban. Pénzt kölcsönöztek az ottani uralkodó osztálynak, irányították a cukor és selyem termelését valamint monopolizálták a szicíliai gabonaárukat, ami rendkívül fontos volt Genova számára. Mivel a gabonára az észak-afrikai Maghreb is igényt tartott, Genova afrikai aranyakkal lett gazdagabb.

## Hanyatlása
Európa 14. századi általános gazdasági hanyatlása következtében, valamint a  Velencei Köztársasággal folytatott hosszú háború miatt Genova hanyatlásnak indult. Az Oszmán birodalom erőteljesen benyomult a köztársaságba az Égei-tenger felől, elzárva ezzel a fekete-tengeri kereskedelmét.
Végül a franciák és a milánóiak foglalták el Genovát. 1499-től 1528-ig a köztársaság mélyponton volt, majdnem állandó francia megszállás alatt. A spanyolok 1522. május 30-án elfoglalták a várost és kegyetlen fosztogatásba kezdtek. Amikor a nagynevű Andrea Doria admirális szövetségre lépett V. Károly német-római császárral, hogy elűzzék a franciákat és visszaállítsák Genova függetlenségét, új remények születtek. 1528-ban nyújtotta első kölcsönét genovai bank V. Károly számára.

## Újjáéledése
Ezek után Genova újjászületett a spanyol birodalom ifjú csatlósaként, amellett, hogy a genovai bankok anyagilag támogatták a spanyol korona külföldi hódításait. II. Fülöp spanyol király genovai bankok konzorciumának 1557-es megnyitása a német bankok anyagi csődjét jelentette. A genovai bankok szolgáltatták a Habsburg rendszer hiteleit, ami hatalmas bevétellel járt. Ennek következtében az Amerikából szerzett spanyol ezüstkészletek hamarosan Genovában kötöttek ki. Néhány bankár olyan gazdagságra tett szert, hogy például Ambrosio Spinola egyedül toborzott hadsereget a Németalföldi szabadságharchoz a 17. században. A spanyolok hanyatlása azonban Genova végét is jelentette, elsősorban a kereskedőcsaládok sínylették meg ezt az időszakot.

## Bukása
Genova a 18. században tovább hanyatlott. 1768-ban például, belső lázadás miatt kénytelen volt eladni Korzikát a franciáknak. Genova azonban még így is sokkal tehetősebb volt ebben az időben Velencénél és megőrizte kereskedelmi vezető szerepét. 1797-ben a várost francia forradalmi csapatok foglalták el Napoléon Bonaparte tábornok parancsnoksága alatt, aki a régi történelmi elitet leváltotta, helyette egy jakobinus bizottmány kikiáltotta a plebejus köztársaságot, Ligur Köztársaság néven. Az új állam hivatalosan a Francia Köztársaság „testvérköztársasága” (république sœur) lett, ami de facto francia csatlós helyzetet jelentett.
A régi genovai arisztokrata családok rosszul tűrték az új népi köztársaságot, amelynek állami intézményeit és közigazgatását a Francia Köztársaság mintájára szervezték meg. Giacomo Maria Brignole, Genova utolsó dózséja Észak-Itáliába menekült, és harcot kezdett a francia hódítók ellen. 1800-ban, amikor Bonaparte tábornok megdöntötte a Francia Köztársaságot, és Első Konzullá választatta magát, Genovában is egy konzervatívabb alkotmányt fogadtak el: a Durazzo család egyik tagját dózsévá választották előbb csak 5 évre, majd 1802-ben megbízatását örökössé változtatták (azaz tisztségét életfogytig viselhette, a francia Első Konzul mintájára).
A Ligur Köztársaság azonban rövid életűnek bizonyult. Napóleon császárrá koronázását követően, 1805-ben hozzácsatolták Franciaországhoz, ezzel francia tartománnyá vált. Napóleon császár 1814 tavaszán bekövetkezett bukása után a helyi elit, Lord William Bentincknek, a szicíliai brit csapatok főparancsnokának támogatásával kikiáltotta a régi független köztársaságot, ezúttal brit „védnökség” alatt. A bécsi kongresszus azonban úgy döntött, hogy Genova tartozzék a Szárd Királysághoz. Brit csapatok 1814 decemberében megdöntötték a köztársaságot, és 1815. január 3-án a Szárd–Piemonti Királysághoz csatolták, amelynek tartományaként 1861-ben beolvadt az egyesített Olasz Királyságba.

## Magyar vonatkozása
- A Genovai Köztársaság a magyar oldalon harcolt a törökök elleni háborúban a 15. században.